# Đa Kia
Đa Kia là một xã thuộc tỉnh Đồng Nai, Việt Nam.
Xã Đa Kia có diện tích 72,02 km², dân số năm 2008 là 8.905 người, mật độ dân số đạt 124 người/km².